# Liste von Musikern und Musikgruppen christlicher Rockmusik
In die folgende Liste von christlichen Rockmusikern und -gruppen sind Interpreten von Rockmusik mit christlichen Texten versammelt. Die Zuordnung zur christlichen Rockmusik sollte aus dem jeweiligen Artikel hervorgehen.

## Entstehung
Der Christliche Rock begann, als Ende der 1960er Jahre Musikkünstler und -gruppen ihre Musik mit christlichen Texten unterlegten. So ist beispielsweise 1969 Upon This Rock – eines der ersten christlichen Rock-Alben – von Larry Norman entstanden. Norman legte für viele andere Künstler den Grundstein, dass man als Christ leben und Rockmusik spielen kann. Aus den ersten christlichen Rockgruppen entwickelte sich mit der Zeit der christliche Metal. Für diese siehe Liste christlicher Metalbands. Metalbands werden in dieser Liste nur geführt, wenn sie auch anderen Genres zuzuordnen sind.

## Liste
Bekannte christliche Rockmusiker und -gruppen sind:

### 0–9
- 12 Stones (Hard Rock, Christian Rock) (seit 2000)
- 2nd Chapter of Acts – (CCM) (1972–1988)
- 33Miles (CCM, Pop-Rock) (seit 2005)
- 38th Parallel – (Alternative Rock, Rock, Crossover) (2001–2002)
- 39 Stripes – (Alternative Rock, Hard Rock) (seit 2010)
- 4-4-1 – (Rock, Post-Punk, Alternative Rock, Pop) (1983–1988)
- 4th Point – (Alternative Rock) (seit 2011)
- 7eventh Time Down – (Hard Rock) (seit 2004)
- The 77s – (Rock) (seit 1980)

### A
- ABandon – (Christian Rock, Alternative Rock, Pop) (seit 2008)
- About a Mile
- Above the Golden State – (Rock, CCM) (2007–2014)
- Ace Troubleshooter – (Pop Punk) (1996–2005)
- AD (Rock) (1984–1988)
- Addison Road – (Rock, CCM, Alternative Rock) (2002–2012)
- After Edmund – (Alternative Rock, art Rock, Rock) (2001–2015)
- After the Chase – (CCM, Rock) (seit 2003)
- After the Fire – (CCM, Rock) (1974–1986, 2004–2015)
- The Afters – (Pop, Rock, Alternative Rock, CCM) (seit 1999)
- Adam Again – (Alternative Rock, Funk Rock) (1982–2000)
- Alisa – (Hard Rock) (seit 1983)
- All Star United – (Rock, CCM) (seit 1997)
- All Together Separate – (CCM, Funk Rock) (1998–2003)
- Allee der Kosmonauten (Christlicher Rock) (1994–2008)
- Allies – (Hard Rock, Rock, CCM) (1985–1992)
- The Almost – (Alternative Rock) (seit 2005)
- Anberlin – (Alternative Rock) (2002–2014, seit 1999)
- Anchordown – (acoustic Rock) (2006–2008)
- Anchor & Braille – (Acoustic Rock, Electronica, Folk) (seit 2004)
- Anthem Lights – (Pop-Rock, Christian Rock, Christian Pop, R&B) (seit 2007)
- Anyday – (Pop-Rock) (seit 2009)
- Argyle Park – (industrial Rock, Rock, Industrial Metal) (1994–1996, 1998–2000)
- Atomic Opera – (Hard Rock, Metal, Progressive Metal) (seit 1991)
- As Cities Burn – (Indie-Rock, Post-Hardcore, Progressive Rock) (2002–2009, 2012–2016, seit 2017)
- Ashes Remain – (Rock) (seit 2001)
- Audio Adrenaline – (Rock, Alternative Rock) (1989–2007, 2012–2017)
- August Burns Red – (Metalcore) (seit 2003)

### B
- A Band Called David – (CCM) (1974–1988)
- BarlowGirl – (Christian Rock, CCM, Alternative Rock, Rock) (2000–2012)
- Barnabas – (Hard Rock, Punk-Rock, Metal, Tech Metal) (1977–1986)
- Dave Barnes – (Singer-Songwriter) (seit 2002)
- Barratt Band – (Rock) (1980–1986)
- Basehead – (Alternative Rock, Alternative Hip Hop) (seit 1992)
- Beanbag – (Rock) (1995–2002)
- The Benjamin Gate – (Christian Rock) (1998–2003)
- Between the Trees – (Emo, Pop Punk, Indie-Rock) (2005–2010)
- Between Thieves – (power Pop, Punk-Rock, Southern Rock, Pop Punk) (1990–2001)
- Big Daddy Weave – (Rock, CCM) (seit 2002)
- Big Dismal – (Rock) (seit 2003)
- Big Fil – (Rock, Punk-Rock)
- Big Tent Revival – (Blues-Rock) (1991–2000, seit 2012)
- Bleach – (Rock) (1995–2004, seit 2010)
- Blessthefall – (Post-Hardcore) (seit 2003)
- Blind – (Rock) (1999–2005)
- Blindside – (Post-Hardcore, Rock) (seit 1994)
- Bluetree – (Rock) (2004–2017)
- Brave Saint Saturn – (Rock) (seit 1999)
- Lincoln Brewster – (Rock, contemporary Worship music) (seit 1994)
- Bride – (Hard Rock, Metal, Thrash Metal) (1983–2018)
- The Brothers Martin – (Indie-Rock, Electronica) (seit 2006)
- Building 429 – (Rock) (seit 1999)
- Burlap to Cashmere – (CCM, Flamenco) (seit 1994)
- By the Tree – (CCM) (seit 1997)

### C
- Caedmon's Call – (Folk-Rock, CCM) (1993–2010)
- Calibretto 13 – (Punk-Rock) (1997–2004)
- The Call – (Alternative Rock) (1980–2000)
- Jeremy Camp – (Rock) (seit 2000)
- Steve Camp – (Christian Rock) (seit 1978)
- Candlefuse – (Alternative Rock, Hard Rock) (seit 1999)
- Capital Lights – (Rock) (2002–2009, 2010–2012)
- Casting Crowns – (Rock, CCM) (seit 1999)
- Charizma – (Rock, Pop, Hard Rock, CCM) (seit 1981)
- Chevelle – (Alternative Metal) (seit 1995)
- Children 18:3 – (Punk-Rock) (seit 1999)
- The Choir – (Alternative Rock) (seit 1984)
- Circle of Dust – (Electronic Rock, Electronica, Industrial Rock, Industrial Metal, Rock) (1988–1998, seit 2015)
- The City Harmonic – (seit 2009)
- City Sleeps – (Alternative Rock, Christian Rock) (2004–2013)
- The Classic Crime – (Indie-Rock, Emo, Alternative CCM) (seit 2004)
- Code of Ethics – (New Wave, Pop,  Industrial Rock) (1991–2001, seit 2008)
- Paul Colman Trio – (Rock) (1998–2004, seit 2009)
- Colony House – (Indie-Rock) (seit 2009)
- Common Children – (Alternative Rock) (1995–2002)
- Consider the Thief – (Indie-Rock, Post-Hardcore, Experimental Rock) (2007–2009, 2012)
- Cool Hand Luke – (Indie-Rock, Alternative Rock, Rock, Emo) (1998–2011, seit 2017)
- Copeland – (Indie-Rock, Indie-Pop, Emo) (2000–2009, seit 2014)
- Crash Rickshaw – (Indie-Rock, Alternative Rock, Rock) (seit 2001)
- Jimi Cravity – (Christian Pop) (seit 2012)
- Creed – (Alternative Rock, Hard Rock, Post-Grunge) (1994–2004, 2009–2012)
- Critical Mass – (Modern Rock, Rock, Post-Grunge, Rock) (seit 1996)
- Christafari – (Reggae, Funk Rock) (seit 1989)
- Crossection – (Hard Rock, AOR)
- Crumbächer – (New Wave, Rock, SynthPop) (1983–1989)

### D
- Dakoda Motor Co. – (Surf Rock, Alternative Rock) (1991–1997, seit 2006)
- Daniel Amos – (Alternative Rock) (seit 1974)
- Daniel Band – (Hard Rock) (seit 1979)
- David and the Giants – (Rock) (seit 1963)
- David Crowder Band (1995–2012)
- DC Talk – (Rock, R&B, Hip-Hop) (seit 1987)
- Day of Fire (Post-Grunge) (2003–2010)
- DeGarmo and Key – (Pop, Rock) (1978–2010)
- Dead Artist Syndrome – (Gothic Rock) (1990–1995, 2001–2020)
- Dead Poetic – (Hard Rock, Alternative Rock) (1997–2007)
- Deas Vail – (Alternative Rock) (2003–2012)
- Decyfer Down – (Nu Metal, Hard Rock, Post-Grunge) (seit 1999)
- DecembeRadio – (Southern Rock) (2003–2012)
- Delirious? – (Alternative Rock, Rock) (1992–2009)
- Demon Hunter – (Metalcore) (seit 2002)
- Desperation Band – (CCM) (2002–2017)
- Diante do Trono – (Pop, Pop-Rock, CCM) (seit 1997)
- Difference United – (Indie-Pop, Rock) (seit 2006)
- DigHayZoose – (Funk, Rock) (1990–1996)
- The Digital Age – (Modern Rock) (seit 2012)
- Dime Store Prophets, (Alternative Rock) (1993–1999)
- Disciple – (Hard Rock, Alternative Metal, Metal, Southern Metal) (seit 1992)
- Disperse – (Rock, garage Rock) (1996–2004)
- Colton Dixon – (Christian Rock) (seit 2010)
- Dizmas – (Rock, Alternative Rock, Post-Hardcore) (2002–2009)
- downhere – (Rock, Alternative Rock) (1999–2012)
- D:Projekt – (Christian Rock) (2002–2016)
- Dryve – (Alternative Rock, Christian Rock) (1993–1998)

### E
- Eager – (Rock) (1995–1998)
- Earthsuit – (Rock) (1995–2003)
- East West – (Hard Rock, Nu Metal) (1993–2003)
- Echoing Angels – (Rock) (seit 1999)
- Eden's Bridge – (Folk Rock, Pop, Progressive Rock) (seit 1993)
- The Electrics – (Folk-Rock) (seit 1988)
- Elevation Worship – (Christian Rock) (seit 2007)
- Eleventyseven – (Power Pop, Electronica) (2002–2014)
- Embodyment – (Hard Rock, Alternative Metal, Death Metal) (1993–2004)
- Emery – (Hard Rock, Post-Hardcore, Emocore) (seit 2001)
- Éowyn – (Alternative Rock) (seit 1999)
- Ever Stays Red – (Indie-Pop, Rock) (2002–2008)
- Everfound – (Rock, Alternative) (seit 2005)
- Everlife – (Pop-Rock, Pop-Punk, Power Pop) (2001–2013)
- Everman – (Rock) (1996–2004)
- Everyday Sunday – (Rock, Alternative Rock, Pop Punk) (1997–2016)

### F
- FM Static – (Rock, Pop Punk, Alternative Rock) (seit 2003)
- Fair – (Rock, Alternative Rock) (2005–2012 (hiatus))
- Falling Up – (Experimental Rock, Rock, Hard Rock) (2001–2016)
- Family Force 5 – (Crunkcore, Rock, Crossover, Alternative Rock) (seit 2004)
- Fee – (Rock) (2005–2010)
- Fighter – (AOR) (1988–1993)
- Fighting Instinct – (Rock) (2004–2008)
- Fine China – (Indie-Rock, Indie-Pop) (seit 1997)
- Fireflight – (Alternative Rock, Rock, Hard Rock) (seit 1999)
- Five Iron Frenzy – (Ska) (1995–2003, seit 2011)
- Flatfoot 56 – (Folk-Punk) (seit 2000)
- FM Static – (Rock) (seit 2003)
- Fono – (Alternative Rock, Rock) (1996–?)
- Fold Zandura – (Alternative Rock) (1995–1999)
- Foolish Things – (Rock, Alternative Rock) (1997–2008)
- Forever Changed – (Rock, Punk-Rock, Indie-Rock) (1999–2006)
- For King & Country – (Pop-Rock) (seit 2011)
- For Love Not Lisa (Hard Rock) (1990–1996)
- The Fray – (Rock, Pop)[1] (seit 2002)
- Peter Furler (seit 2011)
- Further Seems Forever – (Rock, Emo, Indie-Rock) (1998–2006, seit 2010)
- Flyleaf – (Rock) (2002–2016)

### G
- Ghoti Hook – (Pop Punk) (1990–2002, 2009)
- Glowin' Moses – (Pop-Rock, Rock) (1999–2008)
- The Glorious Unseen – (Rock) (seit 2007)
- Good Weather Forecast – (Rock, Pop, Dance) (seit 2007)
- Jamie Grace – (CCM, Folk)
- Gracetown – (Rock) (seit 2009)
- Grammatrain – (Rock, Post-Grunge) (1994–1998, seit 2009)
- Gretchen  – (Alternative Rock) (seit 2000)
- Grey Holiday – (Rock, Indie-Rock, Pop) (2003–2008)
- GRITS – (Hip-Hop) (seit 1995)
- Group 1 Crew – (Hip-Hop) (2003–2017)
- Guardian – (Rock, Metal, CCM) (seit 1982)
- Guerilla Rodeo – (Pop Punk) (2004–2005)
- Michael Gungor (seit 2010)
- Gwen Stacy – (Metalcore) (seit 2004)

### H
- Charlie Hall – (Christian Rock) (seit 1991)
- Halo – (Rock)
- Harvest – (CCMl)
- Haste the Day – (Metalcore) (2001–2011, seit 2014)
- Hawk Nelson – (Pop Punk, Rock, Punk-Rock) (seit 2000)
- HB – (Hard Rock, Rock, Metal) (seit 2002)
- Mark Heard – (Christian Rock, Folk-Rock)
- Hearts Like Lions – (Indie-Rock)
- Hearts of Saints – (Rock, CCM)
- Hillsong United – (Rock, CCM)
- Hillsong Worship – (Gospel) (1983–present)
- Hokus Pick – (Christian Rock, CCM)
- Holy Soldier – (Rock)
- Honey – (Rock, Alternative Rock)
- Jimmy Hotz – (Rock, Progressive Rock, Art Rock)
- House of Heroes – (Rock)
- Hyper Static Union – (Christian Rock)

### I
- I Am Terrified – (Hard Rock, Metal)
- I Am They – (CCM, Christian Rock)
- Icon for Hire – (Hard Rock)
- Idle Cure – (Hard Rock)
- The Imperials – (CCM, Christian Rock)[2]
- The Insyderz – (Ska, Punk)
- Ivoryline – (Alternative Rock, Rock, Emo)

### J
- Jacob's Trouble – (Rock, Pop-Rock) (1989–1998)
- JAG – (Rock) (1990–1992)
- Jars of Clay – (Rock, Pop-Rock, Alternative Rock, Acoustic Rock) (seit 1993)
- Jason Truby – (Rock, Hard Rock) (seit 1989)
- Jerusalem – (Rock, Metal) (seit 1975)
- Jesus Culture – (Progressive Rock, Rock)  (seit 1999)
- Jesus Skins – (Oi!) (1997–ca. 2007)
- John Schlitt  – (Rock) (seit 1972)
- Johnny Q. Public – (Alternative Rock) (1995–2001)
- Jonah33 – (Metal, Alternative Metal, Hard Rock) (2002–2009, seit 2014)
- Joshua – (Rock) (seit 1980)
- Joy Electric – (SynthPop) (seit 1994)
- The Juliana Theory – (Emo, Indie-Rock) (1997–2006, seit 2017)
- Justifide – (Rock) (1999–2006, 2014–2015)

### K
- Phil Keaggy – (CCM, Progressive Rock) (seit 1996)
- Mat Kearney – (Rock, Folk, CCM, Hip-Hop) (seit 2003)
- Kerry Livgren – (Rock, Hard Rock, Progressive Rock, Folk-Rock) (seit 1974)
- Kids in the Way – (Alternative Rock, Post-Grunge, Christian Rock) (1997–2007, 2009–2012)
- King's X – (Hard Rock, Progressive Metal) (seit 1979)
- King James – (Rock, Hard Rock, Metal) (1993–1997, seit 2012)
- Michael Knott – (Alternative Rock) (seit 1986)
- The Kry – (Rock) (seit 1992)
- Ken Tamplin – (Rock, Hard Rock) (seit 1980)
- Kutless – (Rock, Alternative Rock)

### L
- LVL – (industrial Rock, Industrial Metal, Rock) (1996–2017)
- Lecrae – (Hip-Hop) (seit 2004)
- Leeland – (Rock, Progressive Rock, CCM) (seit 2000)
- Mylon LeFevre and Broken Heart (Rock, CCM) (1982–1992)
- Legend Seven – (Rock) (1990–1994)
- The Letter Black – (Rock, Hard Rock) (seit 2006)
- Leviticus – (Rock, Metal) (1981–1990, 2003)
- Liberation Suite – (Rock) (1976–2008)
- Liberty N' Justice – (Hard Rock) (seit 1991)
- Lifesavers Underground – (Rock, New Wave, Post-Punk, Gothic Rock) (1986–1998)
- The Listening – (Rock, Alternative Rock) (seit 2004)
- Lost Dogs – (Americana, Folk, Rock, Blues) (seit 1991)
- Luna Halo – (Rock) (1999–2012)
- Lust Control – (Thrash-Punk) (1988–1995, seit 2011)

### M
- Mad at the World – (SynthPop) (1987–1998, seit 2017)
- Mae – (Rock, Indie-Rock, Emo, power Pop, Alternative Rock) (2001–2010, seit 2013)
- Matt Maher – (Christian Rock) (seit 2000)
- Mainstay – (Rock) (2001–2008)
- Manafest – (Crossover) (seit 2000)
- Mandisa – (CCM) (seit 2006)
- Darrell Mansfield – (Blues-Rock) (1974–2018)
- Mastedon – (Christian Rock, Hard Rock, Rock) (seit 1987)
- Matthew Thiessen and the Earthquakes – (Piano Rock, Rock, Alternative Rock)
- Shawn McDonald – (CCM) (seit 2000)
- MercyMe – (Rock, CCM) (seit 1994)
- mewithoutYou – (Alternative Rock, Indie-Rock, Folk-Rock) (seit 2001)
- Mind Garage – (psychedelic Rock, Hard Rock, Acid Rock, Progressive Rock, Rock) (1967–1970)
- Model Engine – (Alternative Rock) (1994–2000)
- Geoff Moore / Geoff Moore and the Distance – (Rock, Pop-Rock) (seit 1983)
- Monday Morning – (Alternative Rock, Pop-Rock) (seit 2000)
- Morella's Forest – (Noise Pop) (1992–2002)
- Neal Morse – (Progressive Rock, Progressive Metal, CCM) (seit 1980)
- Mortal – (Industrial, Dance, Rock) (1988–1996, 2002)
- Mosaic MSC – (CCM, Christian Rock) (seit 2014)
- Mukala – (Rock) (1997–2000)
- Mumsdollar – (Punk-Rock, Rock) (1998–2009)
- Mu5tard – (Rock) (seit 1998)
- The Museum – (Pop-Rock, CCM) (seit 2008)
- Mutemath – (Alternative Rock, Indie-Rock) (2002–2018 als Band, seit 2018 solo)
- MxPx – Punk (seit 1992)
- The Myriad – (Alternative Rock, Rock, Indie-Rock) (2002–2009)

### N
- Needtobreathe – (Rock, Southern Rock) (seit 2001)
- Neon Cross – (Hard Rock, Metal) (seit 1984)
- Nevertheless – (Rock, Power Pop) (2003–2009, seit 2016)
- New Jerusalem – (Rock, CCM) (1994–2004)
- Newsboys – (Pop, Pop-Rock, Rock, CCM) (seit 1985)
- Nine Lashes – (Hard Rock, Alternative Metal) (seit 2006)
- No Tagbacks – (Rock) (seit 1998)
- Larry Norman – (Folk-Rock, Rock)
- Number One Gun – (Rock, Indie-Rock, Alternative Rock) (2002–2006, 2007–2014)

### O
- The O.C. Supertones – (Ska) (1995–2005, seit 2010)
- Oficina G3 – (Hard Rock, Rock, Pop-Rock, Metal, Progressive Metal, Nu Metal) (seit 1987)
- Onehundredhours – (Rock) (2001–2009)
- One Bad Pig – (Punk) (1985–1994, 2000, 2002, 2005)

### P
- Parachute Band – (Alternative Rock) (seit 1995)
- Passion Worship Band – (Christian Rock) (seit 1997)
- Pedro the Lion – (Indie-Rock) (seit 1995)
- Alexis Peña – (Rock, CCM) (seit 2002)
- Petra – (Rock, Progressive Rock, Hard Rock, country-Rock, Metal) (1972–2006, seit 2010)
- Phatfish (Rock) (1994–2014)
- Philmont – (Rock, Pop, Punk) (2005–2012)
- Philmore – (Rock, Alternative Rock) (1998–2005)
- Pillar – (Rock, Hard Rock, Rapcore) (seit 1998)
- Planetshakers – (Rock, Alternative Rock) (seit 2000)
- Plankeye – (Rock, Alternative Rock) (1994–2002)
- Plumb – (CCM, Alternative Rock, Pop, Dance, Electronica) (seit 1997)
- Pocket Full of Rocks – (Rock) (seit 1995)
- Poor Old Lu – (Alternative Rock, Rock) (1990–1996, 2000)
- Pray for Rain – (Rock) (1989–1997, 2001, 2004, 2006, 2012–2013)
- The Prayer Chain – (Alternative Rock) (1991–1995)
- Project 86 – (Hard Rock, Post-Hardcore, Alternative Metal, Nu Metal) (1996–present)
- Puller – (Post-Grunge) (1995–2001)

### Q
- Quench – (Rock, Alternative Rock, Emo, Pop Punk) (2001–2009)
- Queens Club – (Alternative Rock) (2008–2011)

### R
- Rachel Rachel – (Christian Rock, Pop-Rock) (1990–1994)
- Random Hero – (Rock, Christian Metal) (seit 2005)
- Reality Check – (Alternative Rock, CCM) (1996–1998)
- Red – (Alternative Metal, Alternative Rock, Metal, Nu Metal, Post-Grunge) (seit 2002)
- Matt Redman – (Christian Rock) (seit 1993)
- Reform the Resistance – (Christian Rock, Alternative Metal) (seit 2007)
- Relient K – (Alternative Rock, Pop Punk, Punk-Rock) (seit 1998)
- Remedy Drive – (Rock, Pop-Rock, Indie-Rock) (seit 1995)
- Rend Collective – (Folk-Rock) (seit 2007)
- Resurrection Band – (Rock, Blues-Rock, Christian Metal, Hard Rock, Metal, New Wave)  (1972–2000)
- Revive – (Rock) (2001–2011)
- Rhubarb – (Rock) (1996–2006)
- Rob Rock – (Power Metal, Hard Rock) (seit 1983)
- Rock n Roll Worship Circus – (CCM) (1999–2004)
- Rock Productions Music – (Rock, Nu Metal, Hard Rock) (seit 2000)
- Rocketboy – (Alternative Rock) (1993–1997)
- Rojo – (Alternative Rock, Rock, Pop-Rock, Pop) (seit 2000)
- Rosa de Saron – (Pop-Rock, Alt Rock, Metal, Hard Rock) (seit 1998)
- Royal Tailor – (Pop-Rock, Punk-Rock, Crossover) (2004–2015)
- Run Kid Run – (Pop Punk, Indie-Rock, Rock) (seit 2006)
- Rush of Fools – (Rock, CCM) (seit 2005)
- Ruth – (Indie-Rock, Rock) (seit 2005)
- RCR Beach Boys (seit 2024)

### S
- Salvador – (CCM, Latin) (seit 1999)
- Sanctus Real – (Rock, Alternative Rock, Power Pop) (seit 1996)
- Scott Stapp (seit 1993)
- Seabird – (Alternative Rock, Pop) (seit 2004)
- Search the City (2006–2009, seit 2011)
- The Send – (Alternative Rock, Rock) (2006–2008)
- Sent by Ravens – (Alternative Rock, Post-Hardcore) (2006–2012)
- Servant – (Rock, CCM) (1976–1986)
- Seven Day Jesus – (Rock) (1994–1998)
- Seven Places – (Rock) (1999–2005)
- Sevenglory – (Pop-Rock) (seit 2001)
- Seventh Day Slumber – (Rock, Christian Rock, Hard Rock, Post-Grunge, Post-Hardcore, Alternative Metal) (seit 1996)
- Shaded Red – (Alternative Rock, Rock) (1993–2000)
- Sherwood – (Alternative Rock) (2002–2012)
- Silage – (Alternative Rock, CCM) (1996–1999)
- Silverline – (CCM, Christian Rock, Pop-Rock) (seit 2006)
- Since October – (Metal, Rock, Post-Grunge) (seit 2005)
- Sixpence None the Richer – (Pop-Rock) (1992–2004, seit 2008)
- The Skies Revolt – (Indie-Rock Christian Rock) (seit 2004)
- Skillet – (Rock, Christian Rock, Alternative Rock, Hard Rock, Christian Metal) (seit 1996)
- Across the Sky – (CCM, Pop) (2000–2005)
- Skylight (seit 2009)
- Slick Shoes – (Punk-Rock, Christian Rock, Melodic Hardcore) (1994–2004), (2007–2008), (2011–2012)
- Slingshot 57 – (Rock) (1999–2007)
- Smalltown Poets – (Rock) (1996–2004, seit 2010)
- Sonseed – (Pop) (197?–1983)
- Soulger – (Rock, Indie-Rock) (2000–2004)
- Souljunk – (Hip-Hop) (seit 1993)
- Southbound Fearing (Christian Rock, Alternative Rock, Indie-Rock) (seit 2006)
- Spasenie (Christian Rock, Pop-Rock) (seit 1989)
- Split Level – (Rock) (1986–2000)
- Spoken – (Alternative Rock, Post-Hardcore, Rapcore) (seit 1996)
- Spy Glass Blue – (Post-Punk, New Wave, Britpop) (seit 1995)
- Staple – (Rock, Metalcore) (2000–2006, seit 2009)
- Starfield – (Rock, CCM) (seit 2000)
- Starflyer 59 – (Indie-Rock, Shoegazing) (seit 1993)
- Starset – (Hard Rock) (seit 2013)
- Stavesacre – (Rock, Hard Rock, Metal) (1995–2010, seit 2014)
- Stellar Kart – (CCM Pop Punk Alternative Rock) (seit 2002)
- Servant – (Rock, CCM)
- Ryan Stevenson – (CCM) (seit 2003)
- Randy Stonehill – (CCM, Rock, Folk-Rock) (seit 1971)
- StorySide:B – (Rock, CCM) (2003–2009)
- Strange Celebrity – (Rock) (2003)
- Strange Occurrence – (Post-Grunge) (1995–2004)
- Stryper – (Hard Rock, Metal, Glam Metal) (1983–1993, 1999–2001, seit 2003)
- Subseven – (Rock, Post-Hardcore, Emo) (1999–2005, seit 2015)
- Superchick – (Rock) (1999–2013)
- Sweet Comfort Band – (Rock) (1974–1984)
- The Swirling Eddies – (Rock) (seit 1988)
- Switchfoot – (Alternative Rock, power Pop) (seit 1996)

### T
- Tait – (Rock, CCM) (2001–2007)
- Steve Taylor – (New Wave, Pop, Rock, CCM) (seit 1980)
- Tenth Avenue North – (CCM, Christian Rock) (2000–2021)
- Ten Shekel Shirt – (Christian Rock, Rock) (2000–2008)
- Terminal – (Rock, Post-Hardcore, Emo) (1998–2006)
- Third Day – (CCM, Rock, southern Rock, Christian Rock) (1991–2018)
- This Beautiful Republic – (Rock, Hard Rock, Punk-Rock, CCM) (2004–2011)
- Three Crosses – (Christian Rock, Rock)
- The Throes – (Rock) (seit 1988)
- Thousand Foot Krutch – (Christian Rock, Hard Rock, Alternative Rock, Nu Metal, Crossover) (seit 1995)
- thurane – (Rock, CCM) (seit 1994)
- TobyMac – (Hip-Hop, Christian Rock) (seit 2001)
- Chris Tomlin – (Christian Rock) (seit 1993)
- Tree63 – (Punk-Rock) (1996–2009, seit 2014)
- Twothirtyeight – (Indie-Rock) (1995–2003)

### U
- Undercover – (Rock, Punk-Rock) (seit den 1980ern)
- Unspoken – (Soul, Pop-Rock) (seit 2003)

### V
- Vector – (Alternative Rock, Progressive Rock, New Wave) (seit 1983)
- Velour 100 – (Dream Pop, Indie-Rock) (1995–2000)
- Verra Cruz – (Blues-Rock, Grunge Rock, Hard Rock) (seit 1996)
- The Violet Burning – (Indie-Rock) (seit 1990)
- VOTA – (Rock) (seit 1997)

### W
- The W's – (Ska, Swing) (1997–2000)
- The Waiting – (Rock, Folk-Rock, CCM) (1991–2003, seit 2010)
- Watashi Wa – (Pop, Rock) (2000–2004)
- Waterdeep – (Folk-Rock, Rock) (seit 1995)
- Wavorly – (Punk, Rock) (2001–2012)
- The Way – (Rock, Country-Rock) (1971–1976)
- We as Human – (Hard Rock, Alternative Rock) (2006–2016)
- The Wedding – (Rock, Indie-Rock) (seit 2003)
- Brian „Head“ Welch – (Christian Metal, Hard Rock, Nu Metal, Alternative Metal) (2005–2012)
- Tauren Wells – (Christian Rock) (seit 2004)
- Matthew West – (CCM) (seit 1997)
- We the Kingdom – (Christian Rock) (seit 2018)
- White Heart – (Rock, Pop-Rock, Hard Rock, CCM) (1982–1997)
- Whitecross – (Hard Rock, Metal) (seit 1985)
- Widdlesworth – (Rock, Indie-Rock) (2003–2006)
- Zach Williams – (Christian Rock) (seit 2007)
- Wolves at the Gate – (Christian Metal, Post-Hardcore, Alternative Rock, Metalcore, Hard Rock) (seit 2008)
- Worth Dying For – (Rock) (seit 2005)
- Write This Down – (Rock, Post-Hardcore) (seit 2005)

### X
- X-Sinner – (Hard Rock, Rock, Metal) (1988–2001, seit 2005)
- XXI – (Rock, Post-Hardcore) (seit 2010)

### Y
- YFriday – (Alternative Rock, Rock) (1994–2010)
- The Young Escape – (Pop, Indie-Pop) (seit 2016)

### Z
- ZOEgirl – (Pop, Rock) (1999–2006, 2008–2010, seit 2013)